# La figlia del maharajah
La figlia del maharajah (The Maharaja's Daughter) è una miniserie televisiva co-prodotta da Italia, Germania, Canada e Stati Uniti nel 1995 e diretta da Burt Brinckerhoff.

## Trama

### Parte I
India - Damayanti, moglie di Chandragupta, maharajah di Ranjpur, muore lasciando il marito nello sconforto. 
25 anni dopo, a Montréal, in Canada, Messua Shandar è una giovane dottoressa di origine indiana fidanzata con Patrick O'Riley, un brillante poliziotto. Partita per l'India, la ragazza giunge alla corte del maharajah di Kalampur, di cui è l'amatissima figlia. Dopo averla veduta, Chandragupta si convince che la giovane sia la reincarnazione della moglie e tenta di convincerla a sposarlo. Al rifiuto della donna, il sovrano ordina al cugino Ashoka di seguirla in Canada e rapirla. Nel frattempo Patrick è costretto a fare da scorta al malavitoso Vito Capece, intenzionato a collaborare con la giustizia, e non ha tempo da dedicare a Messua, che ha fatto ritorno dall'India e al suo lavoro.
Una mattina, mentre è di servizio in ospedale, la donna viene rapita dagli uomini del boss mafioso Provenzano su ordine di Ashoka. Patrick si mette subito sulle sue tracce e scopre che la ragazza è in viaggio per l'aeroporto, dove deve imbarcarsi per l'India. L'uomo vi si precipita ma una volta a destinazione scopre di essere arrivato tardi, e tutto ciò che riesce a fare è osservare un aereo alzarsi in volo ed esplodere poco dopo.

### Parte II
Patrick scopre che Messua è ancora viva e, intuito che si trova in India, prende il primo volo per Nuova Delhi. Qui fa amicizia con Milai, un uomo anziano pieno di risorse, e si mette con lui sulle tracce dei rapitori di Messua. Intanto la ragazza è riuscita a fuggire, ma ha perduto la memoria a causa di un incidente. Dopo aver salvato la vita a Kim, un ragazzino del luogo, Messua viene nuovamente catturata da Ashoka, il quale le fa credere di essere la Principessa Damayanti.
Patrick, nel frattempo, è stato catturato per impedirgli di ritrovare Messua, ma con uno stratagemma riesce a liberarsi.

### Parte III
In aiuto di Patrick giunge dall'America Vito Capece che, commosso dall'amore tra i due giovani, fa appello alla solidarietà internazionale tra malavitosi per ritrovare la ragazza, che nel frattempo ha recuperato la memoria. Con il suo aiuto, Patrick sfugge alle guardie di Chandragupta e fugge insieme a lei. Ma Ashoka non demorde, e messosi sulle loro tracce riesce a catturare Messua facendo precipitare Patrick in un burrone.
Nel frattempo Chandragupta informa il maharajah di Kalampur che sua figlia è ancora viva e che lui intende sposarla. Giunto al palazzo per riabbracciare la figlia, l'uomo rischia di venire ucciso per volere di Ashoka, che ora è costretto a scontrarsi in duello con Patrick, sopravvissuto alla caduta e tratto in salvo da Capece. Durante lo scontro, un fedele servitore di Ashoka, vedendolo in difficoltà, tenta di volgere lo scontro a favore del proprio padrone lanciando un pugnale contro Patrick. L'uomo però si accorge delle sue intenzioni e si scansa in tempo, lasciando che il pugnale colpisca a morte Ashoka. Il servo, rabbioso, estrae allora una pistola e tenta di sparare a Patrick, quando Messua si precipita di fronte a lui per proteggerlo. Chandragupta si protende verso Messua per proteggerla e viene colpito a morte.
Tempo dopo Messua e Patrick possono finalmente coronare il loro sogno d'amore sposandosi.

## Produzione
- Durante le riprese Hunter Tylo ha rischiato la vita a causa del morso di un cobra, da cui si salverà solo grazie al tempestivo soccorso di un cameraman della troupe.

- La stessa Hunter Tylo, famosa per il ruolo di Taylor Hayes nella soap opera Beautiful aveva già recitato con Kabir Bedi proprio nella soap americana che le aveva dato popolarità.

## Distribuzione
La miniserie è stata trasmessa per la prima volta in Italia dal 2 al 16 febbraio 1995 ogni giovedì in prima serata su Canale 5, ottenendo uno share medio del 28,24% e oltre 8 milioni di telespettatori.
Durante le feste natalizie comprese tra dicembre 1996 e l'inizio del 1997 è stata nuovamente trasmessa su Canale 5 in prima serata; non è poi più stata replicata fino al 2009, quando è andata in onda dal 5 al 19 settembre ogni sabato mattina su Rete 4.